# Arrondissement de Saint-Omer
L'arrondissement de Saint-Omer est une division administrative française, située dans le département du Pas-de-Calais et la région Hauts-de-France.

## Composition

### Composition avant 2015
Composition de l'arrondissement :
- Canton d'Aire-sur-la-Lys, qui groupe 14 communes :
  - Aire-sur-la-Lys, Clarques, Ecques, Herbelles, Heuringhem, Inghem, Mametz, Quiestède, Racquinghem, Rebecques, Roquetoire, Thérouanne, Wardrecques et Wittes

- Canton d'Ardres, qui groupe 22 communes :
  - Ardres, Audrehem, Autingues, Balinghem, Bayenghem-lès-Éperlecques, Bonningues-lès-Ardres, Brêmes, Clerques, Éperlecques, Journy, Landrethun-lès-Ardres, Louches, Mentque-Nortbécourt, Muncq-Nieurlet, Nielles-lès-Ardres, Nordausques, Nort-Leulinghem, Rebergues, Recques-sur-Hem, Rodelinghem, Tournehem-sur-la-Hem et Zouafques

- Canton d'Arques, qui groupe 5 communes :
  - Arques, Blendecques, Campagne-lès-Wardrecques, Helfaut et Saint-Omer

- Canton d'Audruicq, qui groupe 13 communes :
  - Audruicq, Guemps, Nortkerque, Nouvelle-Église, Offekerque, Oye-Plage, Polincove, Ruminghem, Saint-Folquin, Saint-Omer-Capelle, Sainte-Marie-Kerque, Vieille-Église et Zutkerque

- Canton de Fauquembergues, qui groupe 18 communes :
  - Audincthun, Avroult, Beaumetz-lès-Aire, Bomy, Coyecques, Dennebrœucq, Enguinegatte, Enquin-les-Mines, Erny-Saint-Julien, Fauquembergues, Febvin-Palfart, Fléchin, Laires, Merck-Saint-Liévin, Reclinghem, Renty, Saint-Martin-d'Hardinghem et Thiembronne

- Canton de Lumbres, qui groupe 33 communes :
  - Acquin-Westbécourt, Affringues, Alquines, Bayenghem-lès-Seninghem, Bléquin, Boisdinghem, Bouvelinghem, Cléty, Coulomby, Delettes, Dohem, Elnes, Escœuilles, Esquerdes, Hallines, Haut-Loquin, Ledinghem, Leulinghem, Lumbres, Nielles-lès-Bléquin, Ouve-Wirquin, Pihem, Quelmes, Quercamps, Remilly-Wirquin, Seninghem, Setques, Surques, Vaudringhem, Wavrans-sur-l'Aa, Wismes, Wisques et Zudausques

- Canton de Saint-Omer-Nord, qui groupe 9 communes :
  - Clairmarais, Houlle, Moringhem, Moulle, Saint-Martin-au-Laërt, Saint-Omer, Salperwick, Serques et Tilques

- Canton de Saint-Omer-Sud, qui groupe 4 communes :
  - Longuenesse, Saint-Omer, Tatinghem et Wizernes

### Découpage communal depuis 2015
Depuis 2015, le nombre de communes des arrondissements varie chaque année soit du fait du redécoupage cantonal de 2014 qui a conduit à l'ajustement de périmètres de certains arrondissements, soit à la suite de la création de communes nouvelles. 
Au 1er janvier 2024, l'arrondissement groupe les 89 communes suivantes :
1. Acquin-Westbécourt
2. Affringues
3. Aire-sur-la-Lys
4. Alquines
5. Arques
6. Audincthun
7. Audrehem
8. Avroult
9. Bayenghem-lès-Éperlecques
10. Bayenghem-lès-Seninghem
11. Beaumetz-lès-Aire
12. Bellinghem
13. Blendecques
14. Bléquin
15. Boisdinghem
16. Bomy
17. Bonningues-lès-Ardres
18. Bouvelinghem
19. Campagne-lès-Wardrecques
20. Clairmarais
21. Clerques
22. Cléty
23. Coulomby
24. Coyecques
25. Delettes
26. Dennebrœucq
27. Dohem
28. Ecques
29. Elnes
30. Enquin-lez-Guinegatte
31. Éperlecques
32. Erny-Saint-Julien
33. Escœuilles
34. Esquerdes
35. Fauquembergues
36. Febvin-Palfart
37. Fléchin
38. Hallines
39. Haut-Loquin
40. Helfaut
41. Heuringhem
42. Houlle
43. Journy
44. Laires
45. Ledinghem
46. Leulinghem
47. Longuenesse
48. Lumbres
49. Mametz
50. Mentque-Nortbécourt
51. Merck-Saint-Liévin
52. Moringhem
53. Moulle
54. Nielles-lès-Bléquin
55. Nordausques
56. Nort-Leulinghem
57. Ouve-Wirquin
58. Pihem
59. Quelmes
60. Quercamps
61. Quiestède
62. Racquinghem
63. Rebergues
64. Reclinghem
65. Remilly-Wirquin
66. Renty
67. Roquetoire
68. Saint-Augustin
69. Saint-Martin-d'Hardinghem
70. Saint-Martin-lez-Tatinghem
71. Saint-Omer
72. Salperwick
73. Seninghem
74. Serques
75. Setques
76. Surques
77. Thérouanne
78. Thiembronne
79. Tilques
80. Tournehem-sur-la-Hem
81. Vaudringhem
82. Wardrecques
83. Wavrans-sur-l'Aa
84. Wismes
85. Wisques
86. Wittes
87. Wizernes
88. Zouafques
89. Zudausques

## Sous-préfets
| Période      | Période       | Identité                  | Fonction précédente          | Observation |
| ------------ | ------------- | ------------------------- | ---------------------------- | ----------- |
|              |               |                           |                              |             |
| 1996         | 2000          | Pierre Gévart             | Sous-préfet de Sarreguemines |             |
| juillet 2000 | 2002          | Arnaud Cochet             | Administrateur civil         |             |
|              |               |                           |                              |             |
| mars 2009    | décembre 2012 | Chantal Manguin-Dufraisse |                              |             |
| février 2013 | 2016          | Christian Abrard          | Administrateur civil         |             |
| juin 2016    | 2019          | Jean-Luc Blondel          | Sous-préfet de Lure          |             |
|              |               |                           |                              |             |
| octobre 2019 | En cours      | Guillaume Thirard         |                              |             |

## Démographie
En 2022, l'arrondissement comptait 128 455 habitants.
| 1968    | 1975    | 1982    | 1990    | 1999    | 2006    | 2011    | 2016    | 2021    |
| ------- | ------- | ------- | ------- | ------- | ------- | ------- | ------- | ------- |
| 121 214 | 129 403 | 139 594 | 148 189 | 153 523 | 157 528 | 361 232 | 129 608 | 129 124 |

| 2022    | - | - | - | - | - | - | - | - |
| ------- | - | - | - | - | - | - | - | - |
| 128 455 | - | - | - | - | - | - | - | - |

### Pyramide des âges
Comparaison des pyramides des âges de l'arrondissement et du département du Pas-de-Calais en 2006 :
| Hommes | Classe d’âge   | Femmes |
| ------ | -------------- | ------ |
| 0,2    | 90 ans et plus | 0,8    |
| 4,5    | 75 à 89 ans    | 7,3    |
| 10,1   | 60 à 74 ans    | 11,9   |
| 21,4   | 45 à 59 ans    | 20,3   |
| 22,4   | 30 à 44 ans    | 21,2   |
| 19,8   | 15 à 29 ans    | 18,5   |
| 21,6   | 0 à 14 ans     | 20     |

| Hommes | Classe d’âge   | Femmes |
| ------ | -------------- | ------ |
| 0,2    | 90 ans et plus | 0,9    |
| 5      | 75 à 89 ans    | 8,9    |
| 10,9   | 60 à 74 ans    | 12,8   |
| 20,9   | 45 à 59 ans    | 20     |
| 21,2   | 30 à 44 ans    | 19,8   |
| 20,6   | 15 à 29 ans    | 18,7   |
| 21,3   | 0 à 14 ans     | 18,9   |